# NGC 5274
NGC 5274 ist eine 14,6 mag helle Elliptische Galaxie vom Hubble-Typ „E?“ im Sternbild Jagdhunde. Sie ist etwa 596 Millionen Lichtjahre von der Milchstraße entfernt.
Das Objekt wurde am 25. Mai 1881 von Édouard Stephan entdeckt.